# Arambizcarra

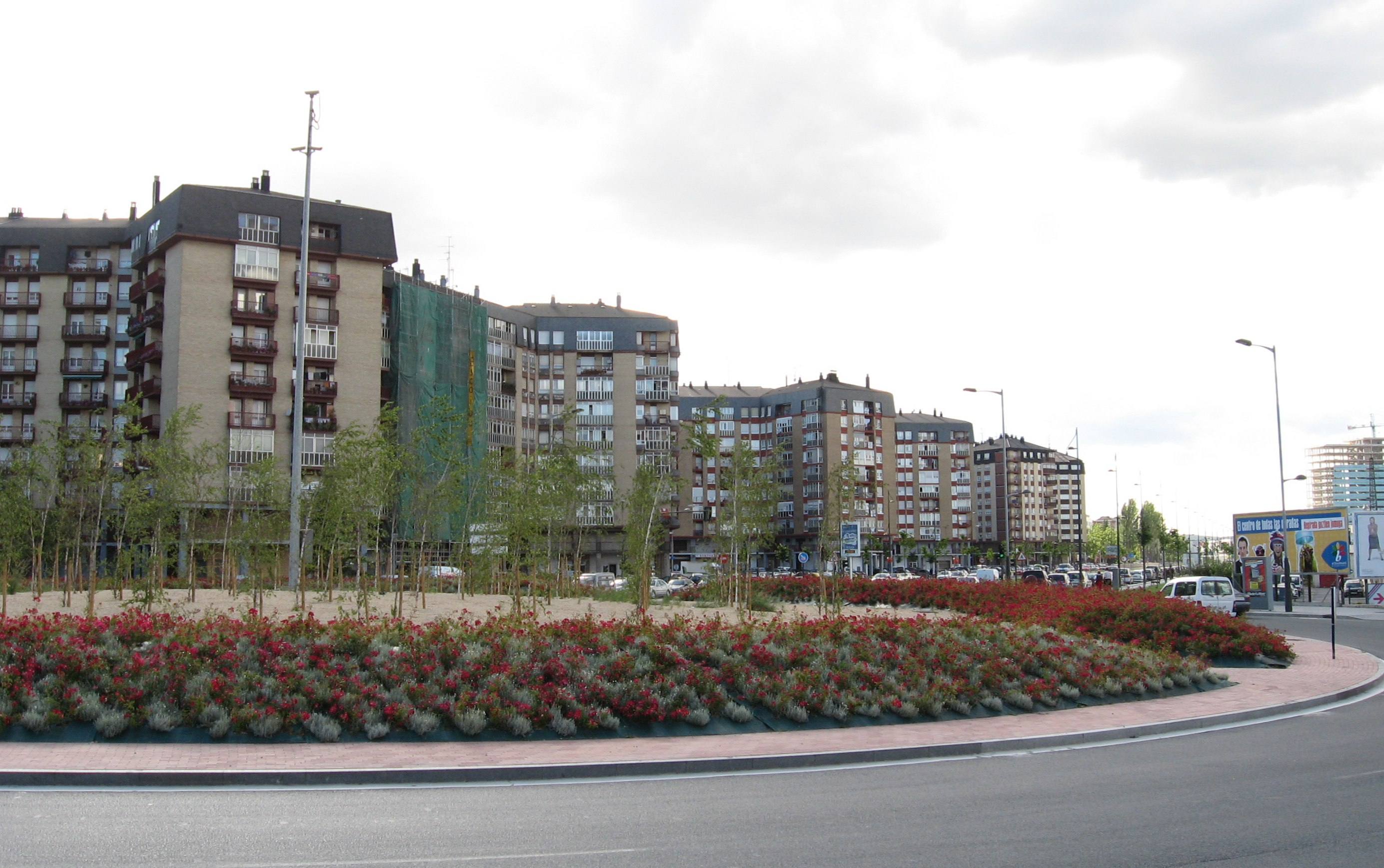
Aranbizkarra.

Aranbizkarra (en euskera y oficialmente Aranbizkarra, aunque también se le suele llamar Arambizkarra) es un barrio de la ciudad de Vitoria, en España.
El barrio está situado al noreste de la ciudad y es uno de los más populosos de Vitoria. Tiene 11.028 habitantes(2016).
Aunque algunas viviendas ya habían sido construidas en la zona en años anteriores, se puede decir que este barrio nació a partir de 1972 cuando se inició la promoción de Aranbizkarra combinando iniciativa pública y privada. El 70% de las viviendas del barrio fueron construidas entre 1971 y 1980. Se trata de uno de los barrios de la segunda generación de polígonos de viviendas de la periferia de Vitoria, que se corresponde a la década de los años 70. Es un barrio de carácter obrero, pero sin un carácter tan acusado como el vecino barrio de Zaramaga o Adurza construidos en la década anterior.
Es un barrio eminentemente residencial, de torres de apartamentos. El comercio establecido en el barrio está dedicado a atender necesidades primarias. El barrio se articula en torno a un gran parque, el Parque de Aranbizkarra, que le da el nombre. El topónimo de Aranbizkarra deriva a su vez del barrio de Arana (valle-llanura). Aranbizkarra se encuentra en un plano ligeramente superior que la zona de Arana, de donde se deriva su denominación, que quiere decir en vasco "la espalda del valle" o "la parte posterior del valle" ya que bizkarra en euskera significa "la espalda".
El Portal de Villarreal y el Portal de Gamarra lo separan por el oeste del barrio de Zaramaga. La calle de Madrid, que es parte de la antigua ronda de circunvalación, lo separa por el norte de Betoño. La calle de Andalucía, por el oeste del barrio de Aranzabela. La calle de Valladolid, por el sur del barrio de Arana, la Plaza Provincias Vascongadas y la calle Arana, lo separan también por el sur del barrio de Santiago. La calle de Los Herrán, Obispo Ballester y Reyes de Navarra lo separan por el sudoeste de El Anglo.